# トラビス・ケルシー
トラビス・マイケル・ケルシー（Travis Michael Kelce, 1989年10月5日 - ）は、アメリカ合衆国オハイオ州クリーブランドハイツ出身のプロアメリカンフットボール選手。NFLのカンザスシティ・チーフスに所属している。ポジションはタイトエンド。同じく元NFL選手で、フィラデルフィア・イーグルスに所属していたジェイソン・ケルシーは実兄である。
タイトエンドの連続レシーブ1,000ヤードのNFL最多記録（5回）と、タイトエンドの1シーズンの最多レシーブヤード記録（1,416ヤード）を保持している。

## NFL以前の経歴

### 生まれから大学入学まで
ケルシーは1989年10月5日オハイオ州クリーブランドハイツ生まれ。
出身地のオハイオ州クリーブランド・ハイツ高校に通った。その当時はアメフト、バスケットボール、野球の3種目をプレーしていた。
その中でもアメフトの成績が優秀でQBとして2007年にはランで1016ヤード10TD、パスで1523ヤード21TDの成績を上げインターセプトは8回だった。
複数の大学から奨学金付きのオファーを受けたケルシーはその中でシンシナティ大学に進学した。

### 大学時代
大学では兄のジェイソン・ケルシーがレフトガードとしてすでにレギュラー選手だった。
そのチームでトラビスはQBとTEとして出場した。
在学中に薬物テストでマリファナの陽性反応が出て出場停止になったシーズンもあったが、大学最終年度はレシーブヤード（722ヤード）やレシーブTD(8)などでキャリアハイの成績を上げオールカンファレンスのファーストチームに選出された。
またその年はカレッジフットボールのタイトエンドオブザイヤーにも選出された。

## NFL時代

### ドラフト
2013年のNFLドラフト3巡目（全体63位）でカンザスシティ・チーフスに指名された。
チーフスはオフシーズンにアンディ・リードを新ヘッドコーチにしていたがリードはフィラデルフィア・イーグルスのヘッドコーチ時代にトラビスの兄のジェイソン・ケルシーをドラフト指名し、指導していたこともあり、ケルシーとは親交があった。
2013年6月6日、チーフスと4年312万ドルの契約を結んだ（703,304ドルの契約ボーナスを含む）。

### カンザスシティ・チーフス時代

#### 2013年シーズン
第2週のダラス・カウボーイズ戦で、スペシャルチームで1スナップのみ出場した。しかし10月12日、ケルシーは膝の手術を受け、負傷者リストに入れられた。

#### 2014年シーズン

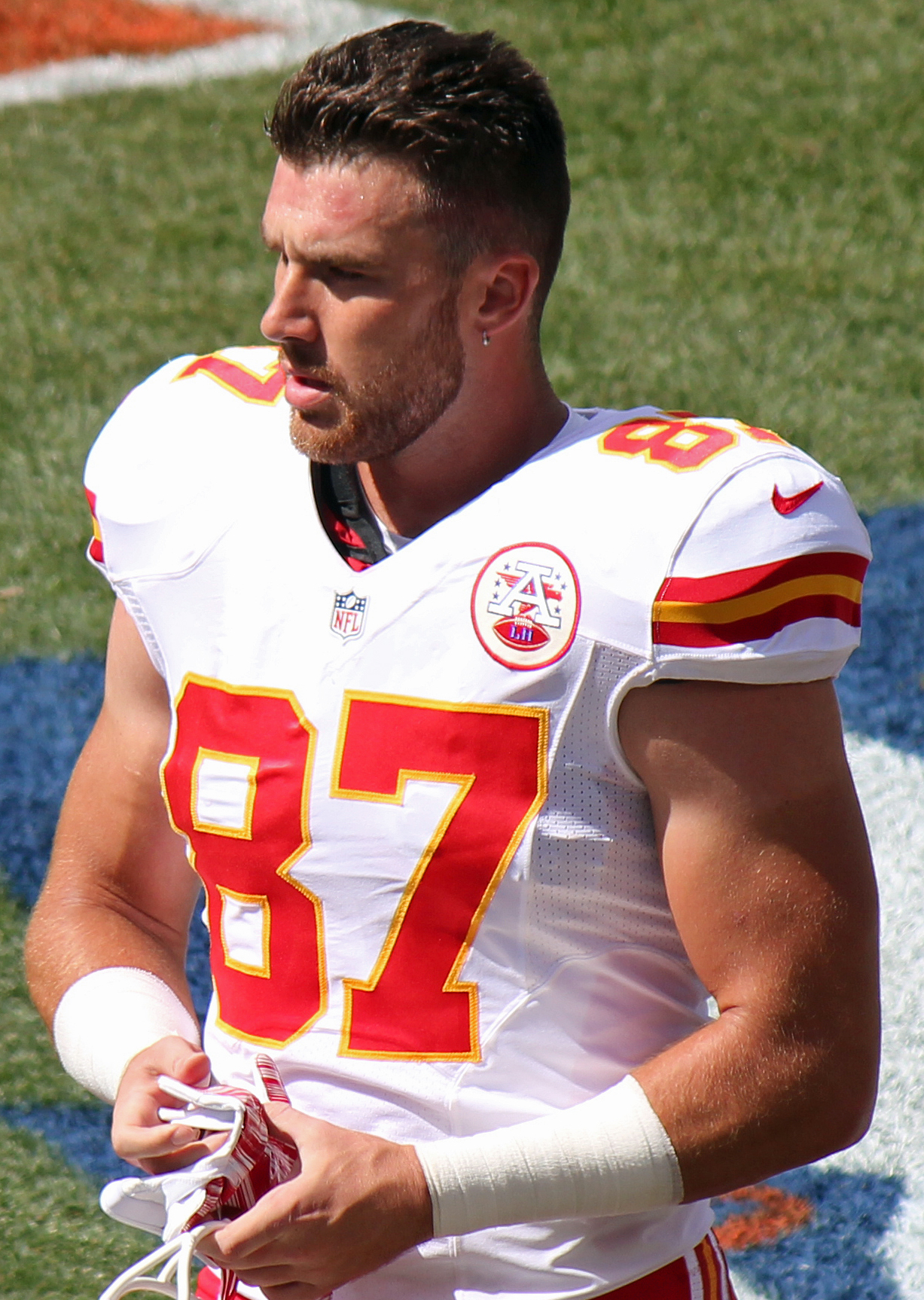
2014年のケルシー

第3週のマイアミ・ドルフィンズ戦で、ケルシーはQBのアレックス・スミスから20ヤードのパスをキャッチし、NFLキャリア初のタッチダウンを記録した。
11月30日、デンバー・ブロンコス戦で29-16で敗れた際、ケルシーは、ブロンコスのLBのボン・ミラーに不適切なハンドサインやジェスチャーをした。「スポーツマンらしくない行為（unsportsmanlike conduct）」で11,025ドルの罰金を科された。
次のアリゾナ・カージナルス戦では、ケルシーはレシーブ7回、110ヤードを記録し、キャリアで初めて1試合100ヤードを越えるレシーブを記録した。
シーズンを通して活躍し67レシーブで合計862ヤードを獲得した。

#### 2015年シーズン
開幕戦のヒューストン・テキサンズ戦で6レシーブ106ヤード2TDを記録し、自身初の1試合複数TDを開幕戦で達成した。
レギュラーシーズン全16試合に先発出場し、72キャッチ、875ヤード、5TDを記録し、初のプロボウル入りを果たした。
また100ヤード越えこそ開幕試合のみだったが全16試合で1回以上レシーブし、ESPNからトップ5のタイトエンドと評価された。
2016年のNFLトップ100プレーヤーでは、選手間投票で91位にランクインした。

#### 2016年シーズン
2016年1月29日、ケルシーは5年4600万ドルの契約延長にサインした。
第9週のジャクソンビル・ジャガーズ戦では、相手ディフェンスのパスインターフェアがコールされていないことについて2人の審判と口論し、スポーツマンらしくない行為のペナルティを2回受け退場した。このうち二回目の反則は審判にタオルを投げつけるなどしたことについて24,309ドルの罰金が科せられた。
第14週オークランド・レイダース戦では、ケルシーが101レシーブヤードを記録し、4試合連続で100ヤードを突破した。ジミー・グラハムと元チーフスのトニー・ゴンザレスと並んで、NFLのタイトエンドでこれを達成したのは彼だけである。
シーズン終了時には、レシーブヤード（1,125ヤード）とレシーブ回数（85回）でキャリアハイを記録した。1,125レシーブヤードはタイトエンドの中でリーグトップ、85レシーブはボルチモア・レイブンズのデニス・ピッタに次いでタイトエンドの中で2位だった。パスキャッチ後の獲得ヤードも634ヤードを記録しNFLの全TEの中でトップだった。
2017年のNFLトップ100プレーヤーで26位、タイトエンドとしては2位となった。またキャリア2度目のプロボウルにスターターとして選ばれた。

#### 2017年シーズン
キャリアハイの8レシーブTDを記録しシーズンを終えた。またグロンカウスキーの1084レシーブヤードに次ぐタイトエンド2位となる1,038レシーブヤードを獲得し2018年のNFLトップ100プレーヤーで24位となった。
プレーオフではテネシー・タイタンズとのワイルドカードラウンドにて脳震盪を起こした。

#### 2018年シーズン
昨年度MVPを獲得したマホームズの影響もあり好成績の試合が多いシーズンとなった。シーズン後半は一時的に調子を落としたが、シーズン全体でレシーブ103回、レシーブヤード1336回でNFLの10位、レシーブタッチダウン10回で6位だった。 2018プロボウルに選出されてファーストチームのオールプロに選出された。NFLトップ100プレーヤーにて21位にランクされた。

#### 2019年シーズン
レギュラーシーズンを、97レシーブ、1,229レシーブヤード、6タッチダウンを記録して終えた。この記録により、NFL史上初めて4シーズン連続で1,000レシーブヤード以上を記録したタイトエンドとなった。 また、自身5度目のプロボウルに選出された。
ディビジョナルラウンドのヒューストン・テキサンズ戦では、10レシーブで134ヤードと3タッチダウンを記録し、チーフスを2年連続でカンファレンスチャンピオンに導くのに大きく貢献した。AFCチャンピオンシップゲームでのテネシー・タイタンズ戦では、3レシーブで30ヤードを記録した。チームはスーパーボウルに進出してサンフランシスコ・フォーティーナイナーズと対戦。6レシーブで43ヤードと1タッチダウン、ランでも1キャリーで2ヤードを記録した。この年、NFLトップ100プレーヤーにて18位にランクされた。

#### 2020年シーズン
シーズン開幕前の8月14日に4年5700万ドルで契約を延長した。
このシーズンは開幕から好調で、第16週のアトランタ・ファルコンズ戦にてレシーブ回数が105回、獲得ヤードが1,416ヤードとなり、タイトエンドのレシーブヤード記録を更新した。このシーズンは通算6回目となるプロボウル選出され、オールプロのファーストチームに選出された。チームは2年連続でスーパーボウルに進出し、タンパベイ・バッカニアーズと対戦した第55回スーパーボウルではタイトエンドとしてはスーパーボウル記録となる133ヤードを獲得したが、チームは9-31で敗れた。

## 私生活
ケルシーは2023年にアーティストのテイラー・スウィフトと交際を始めた。以降彼女は必ずケルシーが所属しているチーフスの試合を観戦するようになった（2024年2月に開催されたチーフスVS49ersの第58回スーパーボウルも観戦）ため、試合の視聴率が跳ね上がった。

## 詳細情報

### 年度別成績

#### レギュラーシーズン
| 年度     | チーム   | 試合 | 試合 | レシーブ | レシーブ    | レシーブ        | レシーブ    | レシーブ | ラン | ラン   | ラン            | ラン        | ラン | ファンブル   | ファンブル |
| 年度     | チーム   | 出場 | 先発 | 回数     | 獲得 ヤード | 平均獲得 ヤード | 最長 ヤード | TD       | 回数 | ヤード | 平均獲得 ヤード | 最長 ヤード | TD   | ファンブル数 | ロスト     |
| -------- | -------- | ---- | ---- | -------- | ----------- | --------------- | ----------- | -------- | ---- | ------ | --------------- | ----------- | ---- | ------------ | ---------- |
| 2013     | KC       | 1    | 0    | 0        | 0           | 0.0             | 0           | 0        | —    | —      | —               | —           | —    | 0            | 0          |
| 2014     | KC       | 16   | 11   | 67       | 862         | 12.9            | 34          | 5        | —    | —      | —               | —           | —    | 4            | 3          |
| 2015     | KC       | 16   | 16   | 72       | 875         | 12.2            | 42T         | 5        | —    | —      | —               | —           | —    | 2            | 2          |
| 2016     | KC       | 16   | 15   | 85       | 1,125       | 13.2            | 80T         | 4        | 1    | −5     | −5.0            | −5          | 0    | 0            | 0          |
| 2017     | KC       | 15   | 15   | 83       | 1,083       | 12.5            | 44          | 8        | 2    | 7      | 3.5             | 4           | 0    | 0            | 0          |
| 2018     | KC       | 16   | 16   | 103      | 1,336       | 13.0            | 43          | 10       | —    | —      | —               | —           | —    | 2            | 1          |
| 2019     | KC       | 16   | 16   | 97       | 1,229       | 12.7            | 47          | 5        | 1    | 4      | 4.0             | 4T          | 1    | 1            | 1          |
| 2020     | KC       | 15   | 15   | 105      | 1,416       | 13.5            | 45          | 11       | —    | —      | —               | —           | —    | 1            | 1          |
| 2021     | KC       | 15   | 15   | 88       | 1,091       | 12.4            | 69          | 8        | 2    | 3      | 1.5             | 4T          | 1    | 1            | 1          |
| 2022     | KC       | 17   | 17   | 110      | 1,338       | 12.2            | 52          | 12       | 2    | 5      | 2.5             | 4           | 0    | 1            | 1          |
| NFL:10年 | NFL:10年 | 144  | 137  | 814      | 10,344      | 12.7            | 80T         | 69       | 8    | 14     | 1.8             | 4T          | 2    | 12           | 10         |

#### ポストシーズン
| 年度 | チーム | 試合 | 試合 | レシーブ | レシーブ    | レシーブ        | レシーブ    | レシーブ | ラン | ラン   | ラン            | ラン        | ラン | ファンブル   | ファンブル |
| 年度 | チーム | 出場 | 先発 | 回数     | 獲得 ヤード | 平均獲得 ヤード | 最長 ヤード | TD       | 回数 | ヤード | 平均獲得 ヤード | 最長 ヤード | TD   | ファンブル数 | ロスト     |
| ---- | ------ | ---- | ---- | -------- | ----------- | --------------- | ----------- | -------- | ---- | ------ | --------------- | ----------- | ---- | ------------ | ---------- |
| 2015 | KC     | 2    | 2    | 14       | 151         | 10.8            | 48          | 0        | —    | —      | —               | —           | —    | 0            | 0          |
| 2016 | KC     | 1    | 1    | 5        | 77          | 15.4            | 24          | 0        | —    | —      | —               | —           | —    | 0            | 0          |
| 2017 | KC     | 1    | 1    | 4        | 66          | 16.5            | 27          | 1        | —    | —      | —               | —           | —    | 0            | 0          |
| 2018 | KC     | 2    | 2    | 10       | 131         | 13.1            | 30          | 1        | —    | —      | —               | —           | —    | 0            | 0          |
| 2019 | KC     | 3    | 3    | 19       | 207         | 10.9            | 28          | 4        | 1    | 2      | 2.0             | 2           | 0    | 0            | 0          |
| 2020 | KC     | 3    | 3    | 31       | 360         | 11.6            | 33          | 3        | —    | —      | —               | —           | —    | 0            | 0          |
| 2022 | KC     | 2    | 2    | 21       | 176         | 8.4             | 16          | 3        | —    | —      | —               | —           | —    | 0            | 0          |
| 通算 | 通算   | 17   | 17   | 127      | 1,465       | 11.5            | 48          | 15       | 1    | 2      | 2.0             | 2           | 0    | 0            | 0          |

- 2020年度シーズン終了時
- 太字は自身最高記録
- ■はスーパーボウル優勝年
- ■は各年度のリーグ最高記録
- ■はNFL記録